# Pływanie na Letnich Igrzyskach Olimpijskich 1956 – 1500 m stylem dowolnym mężczyzn
1500 m stylem dowolnym mężczyzn – jedna z konkurencji pływackich rozgrywanych podczas XVI Igrzysk Olimpijskich w Melbourne. Eliminacje odbyły się 5 grudnia, a finał 7 grudnia 1956 roku.
W finale Amerykanin George Breen, który w eliminacjach pobił rekord świata, prowadził na półmetku wyścigu, ale wkrótce został wyprzedzony przez Australijczyka Murraya Rose'a i Japończyka Tsuyoshiego Yamanakę. Na 100 metrów przed metą Rose był pierwszy z przewagą około trzech metrów nad Yamanaką, który próbował dogonić Australijczyka. Ostatecznie mistrzem olimpijskim został Murray Rose, uzyskawszy czas 17:58,9. Srebro wywalczył Tsuyoshi Yamanaka (18:00,3), a brąz, z czasem 18:08,2, zdobył George Breen.

## Rekordy
Przed zawodami rekord świata i rekord olimpijski wyglądały następująco:
| Rekord            | Zawodnik    | Czas    | Miejsce   | Data                 |       |
| ----------------- | ----------- | ------- | --------- | -------------------- | ----- |
| Rekord świata     | Murray Rose | 17:59,5 | Melbourne | 30 października 1956 | [ 1 ] |
| Rekord olimpijski | Ford Konno  | 18:30,3 | Helsinki  | 2 sierpnia 1952      | [ 2 ] |

W trakcie zawodów ustanowiono następujące rekordy:
| Data      | Etap konkurencji      | Zawodnik     | Czas    | Rekord |
| --------- | --------------------- | ------------ | ------- | ------ |
| 5 grudnia | wyścig eliminacyjny 1 | Murray Rose  | 18:04,1 | OR     |
| 5 grudnia | wyścig eliminacyjny 3 | George Breen | 17:52,9 | WR     |

## Wyniki

### Eliminacje
| Miejsce | Wyścig | Zawodnik           | Państwo                       | Czas    | Uwagi |
| ------- | ------ | ------------------ | ----------------------------- | ------- | ----- |
| 1.      | 3      | George Breen       | Stany Zjednoczone             | 17:52,9 | WR    |
| 2.      | 1      | Murray Rose        | Australia                     | 18:04,1 |       |
| 3.      | 1      | Tsuyoshi Yamanaka  | Japonia                       | 18:04,3 |       |
| 4.      | 4      | Murray Garretty    | Australia                     | 18:27,4 |       |
| 5.      | 2      | Gary Winram        | Australia                     | 18:35,7 |       |
| 6.      | 2      | Yukiyoshi Aoki     | Japonia                       | 18:36,0 |       |
| 7.      | 4      | Jean Boiteux       | Francja                       | 18:46,6 |       |
| 8.      | 1      | William Slater     | Kanada                        | 18:51,6 |       |
| 9.      | 4      | Seizaburo Yagi     | Japonia                       | 18:57,3 |       |
| 10.     | 3      | Sándor Záborszky   | Węgry                         | 19:01,2 |       |
| 11.     | 4      | David Radcliffe    | Stany Zjednoczone             | 19:09,6 |       |
| 12.     | 3      | Jacques Collignon  | Francja                       | 19:10,8 |       |
| 13.     | 2      | George Onekea      | Stany Zjednoczone             | 19:13,8 |       |
| 14.     | 3      | Bana Sailani       | Filipiny                      | 19:16,8 |       |
| 15.     | 1      | Guy Montserret     | Francja                       | 19:17,4 |       |
| 16.     | 3      | Giennadij Androsow | ZSRR                          | 19:22,6 |       |
| 17.     | 3      | Hans-Joachim Reich | Wspólna Reprezentacja Niemiec | 19:28,6 |       |
| 18.     | 1      | György Csordás     | Węgry                         | 19:44,2 |       |
| 19.     | 2      | Peter Duncan       | Południowa Afryka             | 19:58,5 |       |
| 20.     | 2      | Raúl Martín        | Kuba                          | 19:59,9 |       |

### Finał
| Miejsce | Zawodnik          | Państwo           | Czas    | Uwagi |
| ------- | ----------------- | ----------------- | ------- | ----- |
| 1. !    | Murray Rose       | Australia         | 17:58,9 |       |
| 2. !    | Tsuyoshi Yamanaka | Japonia           | 18:00,3 |       |
| 3. !    | George Breen      | Stany Zjednoczone | 18:08,2 |       |
| 4.      | Murray Garretty   | Australia         | 18:26,5 |       |
| 5.      | William Slater    | Kanada            | 18:38,1 |       |
| 6.      | Jean Boiteux      | Francja           | 18:38,3 |       |
| 7.      | Yukiyoshi Aoki    | Japonia           | 18:38,3 |       |
| 8.      | Gary Winram       | Australia         | 19:06,2 |       |